# Casa del General prop de la Llotja
La coneguda com a Casa del General prop de la Llotja va ser una de les Cases del General edificades per la Generalitat per a la recaptació d'impostos arreu del territori durant els segles XV i XVI. La Casa del General prop de la Llotja en concret fou construida al segle xv i enderrocada al segle xviii.
L'edifici fou construït per la Generalitat entre 1444 i 1450 sota la direcció de Joan de Navel al costat de la Llotja de Mar de Barcelona, amb l'objectiu de cobrar els drets del General -impostos que recaptava la Generalitat de Catalunya- i per fer-hi també els acordaments de les tripulacions de les galeres de la Generalitat. De la mateixa època són altres cases de la Generalitat, com la Botiga de la Generalitat a les Drassanes o la Casa del General a Perpinyà.
D'acord amb els dibuixos i descripcions disponibles, es tractava d'un edifici gòtic de planta quadrangular de dos pisos, amb una gran porta d'accés adovellada a la planta baixa.
L'edifici fou derruït el 1740 per a la construcció d'unes casernes militars que mai es van arribar a portar a terme. Per a la continuïtat de les seves funcions, el 1790 es va construir l'edifici de la Duana de Barcelona.

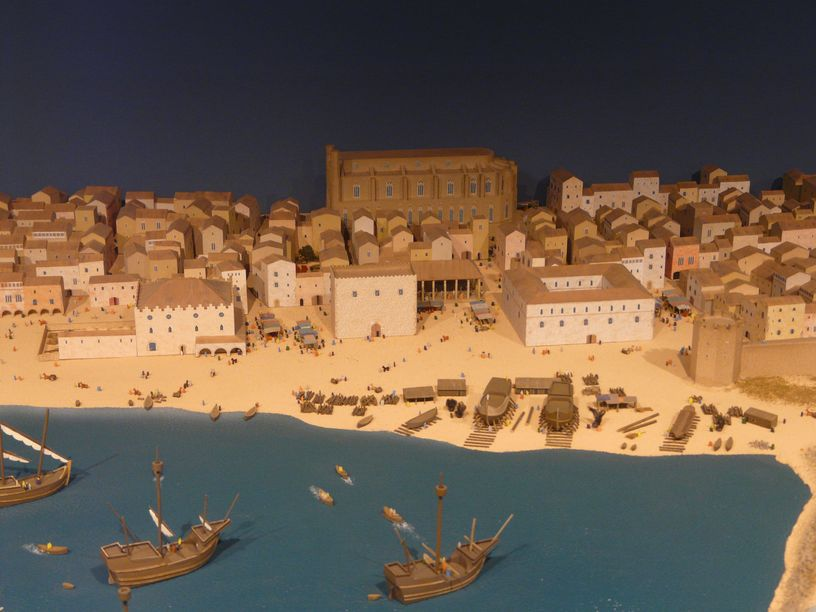
El pla de Palau al, amb la Llotja a l'esquerra, la casa del General al centre i l'Hala dels Draps a la dreta. Al darrere, Santa Maria del Mar. (Maqueta del Museu Marítim de Barcelona)